# Javi Guerra (calciatore 2003)
Javier Guerra Moreno (Gilet, 13 maggio 2003) è un calciatore spagnolo, centrocampista del Valencia.

## Carriera

### Club
Prodotto giovanile del Villarreal, è entrato a far parte dell'accademia del Valencia nel 2019. Il 14 maggio 2021 ha firmato il suo primo contratto da professionista con quest'ultimo club, fino al 2024.
Ha giocato per due stagioni con le riserve prima di fare il suo debutto in prima squadra subentrando nel finale nella vittoria per 1-0 in Coppa del Re contro l'Atlético Baleares il 16 gennaio 2022. Ha esordito nella Liga il 16 aprile dell'anno successivo, sostituendo Samu Castillejo nella sconfitta casalinga per 2-0 contro il Sevilla FC.
Ha segnato il gol della vittoria nei minuti di recupero il 27 aprile 2023, entrando come sostituto nel finale contro il Real Valladolid.

### Nazionale
Ha giocato nelle nazionali giovanili spagnole Under-19 ed Under-21.

## Statistiche

### Presenze e reti nei club
Statistiche aggiornate al 26 maggio 2025.
| Stagione                 | Squadra                  | Campionato               | Campionato | Campionato | Coppe nazionali | Coppe nazionali | Coppe nazionali | Coppe continentali | Coppe continentali | Coppe continentali | Altre coppe | Altre coppe | Altre coppe | Totale | Totale |
| Stagione                 | Squadra                  | Comp                     | Pres       | Reti       | Comp            | Pres            | Reti            | Comp               | Pres               | Reti               | Comp        | Pres        | Reti        | Pres   | Reti   |
| ------------------------ | ------------------------ | ------------------------ | ---------- | ---------- | --------------- | --------------- | --------------- | ------------------ | ------------------ | ------------------ | ----------- | ----------- | ----------- | ------ | ------ |
| 2020-2021                | Valencia Mestalla        | SDB                      | 1          | 0          | -               | -               | -               | -                  | -                  | -                  | -           | -           | -           | 1      | 0      |
| 2021-2022                | Valencia Mestalla        | TDR                      | 23         | 0          | -               | -               | -               | -                  | -                  | -                  | -           | -           | -           | 23     | 0      |
| 2022-2023                | Valencia Mestalla        | SF                       | 25         | 1          | -               | -               | -               | -                  | -                  | -                  | -           | -           | -           | 25     | 1      |
| Totale Valencia Mestalla | Totale Valencia Mestalla | Totale Valencia Mestalla | 49         | 1          |                 | -               | -               |                    | -                  | -                  |             | -           | -           | 49     | 1      |
| 2021-2022                | Valencia                 | PD                       | 0          | 0          | CR              | 1               | 0               | -                  | -                  | -                  | -           | -           | -           | 1      | 0      |
| 2022-2023                | Valencia                 | PD                       | 10         | 1          | CR              | 0               | 0               | -                  | -                  | -                  | -           | -           | -           | 10     | 1      |
| 2023-2024                | Valencia                 | PD                       | 36         | 4          | CR              | 4               | 0               | -                  | -                  | -                  | -           | -           | -           | 40     | 4      |
| 2024-2025                | Valencia                 | PD                       | 36         | 3          | CR              | 2               | 0               | -                  | -                  | -                  | -           | -           | -           | 38     | 3      |
| Totale Valencia          | Totale Valencia          | Totale Valencia          | 82         | 8          |                 | 7               | 0               |                    | -                  | -                  |             | -           | -           | 89     | 8      |
| Totale carriera          | Totale carriera          | Totale carriera          | 131        | 9          |                 | 7               | 0               |                    | -                  | -                  |             | -           | -           | 138    | 9      |